# Miroslav Barnjasjev
Miroslav Barnyashev (Bulgaars: Мирослав Барняшев) (Plovdiv, 25 december 1985) is een Bulgaars professioneel worstelaar en voormalig powerlifter en roeier die werkzaam is bij All Elite Wrestling (AEW). Hij was vooral bekend van zijn tijd bij WWE.

## Loopbaan

### Powerlifting en roeien
Barnjasjev verbleef in een sportschool en werd later een professioneel roeier. Naast de roeisport was hij ook een goede powerlifter en in 2012 was hij als roeier lid van het Bulgaars roeiteam voor de Olympische Zomerspelen.

### Professioneel worstelen

#### Debuut
In het midden van de jaren 2000 emigreerde Barnjasjev van Bulgarije naar de Verenigde Staten met de ambitie om een professioneel worstelaar te worden. In de eerste jaren verbleef hij in de staat Virginia en verhuisde naar Torrance in Californië waar hij als worstelaar begon te trainen met Gangrel en Rikishi op de Knokx Pro Wrestling Academy. In november 2008 maakte hij zijn debuut op de onafhankelijke worstelcircuits als "Miroslav Makarajov".
In 2010 worstelde Barnjasjev voor de Vendetta Pro Wrestling als "Miroslav".

#### World Wrestling Entertainment/WWE

##### Opleiding
In september 2010 ondertekende Barnjasjev een contract met WWE en ging aan de slag bij Florida Championship Wrestling, dat van 2007 tot 2012 ook als een opleidingscentrum van de WWE fungeerde, hij kreeg de ringnaam "Alexander Rusev". Zijn eerste televisiewedstrijd was tijdens de FCW-aflevering op 17 juli 2011 en won de wedstrijd van Mike Dalton. Tijdens de wedstrijd werd hij bijgestaan door zijn manager Raquel Diaz. Kort na zijn debuut in de FCW, liep hij meerdere blessures op en was hij zes maanden buiten competitie. In maart 2012 maakte hij zijn rentree bij de FCW. Tijdens de zomer in 2012 brak hij zijn nek en blesseerde zijn arm. Tijdens zijn revalidatie reisde Barnjasjev naar Thailand en studeerde daar de 'Muay Thai'. In augustus 2012 besloot de WWE om FCW te sluiten en richtte met NXT Wrestling een nieuwe opleidingscentrum op.
In mei 2013 maakte hij zijn rentree en debuteerde bij NXT waar hij deelnam aan de battle royal voor een wedstrijd om het NXT Championship, dat uiteindelijk gewonnen werd door Bo Dallas. Later werd Lana de 'social ambassador' van Rusev.

##### Hoofdrooster
Op 26 januari 2014 maakte hij zijn debuut op het hoofdrooster door deel te nemen aan de royal rumble match waar hij door vier worstelaars werd geëlimineerd. Zijn eerste wedstrijd was tijdens de Raw-aflevering op 7 april 2014 die hij won van Zack Ryder.
Op 15 april 2020 werd zijn contract bij WWE ontbonden.

## In het worstelen
- Finishers
  - Accolade (Camel clutch)
  - Bul-Plex
- Managers
  - Raquel Diaz
  - Lana
  - Summer Rae
- Bijnamen
  - "The Bulgarian Brute"
  - "The Super-Athlete"
- Opkomstnummers
  - "Mila Rodino" van Tsvetan Radoslavov (2011–2014)
  - "Рев на лъвът (Roar of the Lion)" van CFO$ (26 januari 2014 - heden)

## Prestaties
- World Wrestling Entertainment/WWE
  - WWE United States Championship (3 keer)